# Almassora

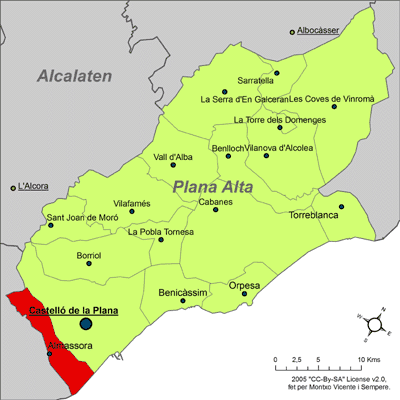
Położenie gminy na mapie comarki Plana Alta

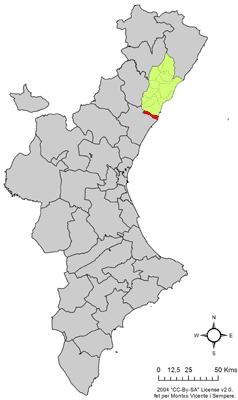
Położenie gminy na mapie Walencji

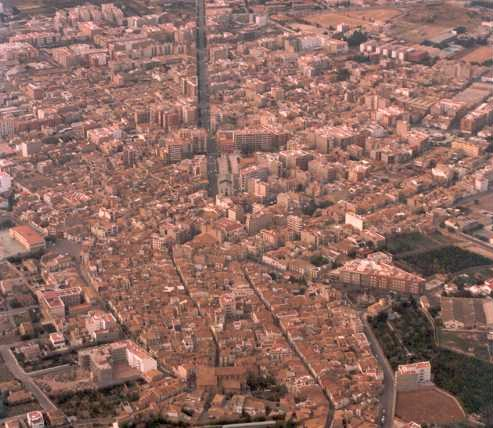
Panorama gminy

Almassora (hiszp. Almazora) – gmina w Hiszpanii, we wspólnocie autonomicznej Walencja, w prowincji Castellón, w comarce Plana Alta.
Powierzchnia gminy wynosi 32,9 km². Zgodnie z danymi INE, w 2005 roku liczba ludności wynosiła 19 688, a gęstość zaludnienia 596,61 osoby/km². Wysokość bezwzględna gminy równa jest 31 metrów. Współrzędne geograficzne gminy to 39°56'25"N, 0°3'45"E. Kod pocztowy do gminy to 12550.
Obecnym burmistrzem gminy jest Vicente Casanova Claramonte z Hiszpańskiej Partii Ludowej. 22 maja w gminie odbywają się regionalne fiesty.

## Dzielnice ipedanías
W skład gminy wchodzą cztery dzielnice i pedanías, walencyjskie jednostki administracyjne. Są to:
- El Secano
- La Huerta
- La Playa
- Polígono Industrial

## Demografia
| 1990   | 1992   | 1994   | 1996   | 1998   | 2000   | 2002   | 2004   | 2005   |
| ------ | ------ | ------ | ------ | ------ | ------ | ------ | ------ | ------ |
| 15 950 | 15 610 | 16 318 | 16 306 | 16 465 | 16 897 | 17 644 | 18 961 | 19 688 |